# Spiraea darjeelingensis
Spiraea darjeelingensis är en rosväxtart som beskrevs av G. Panigrahi och K.M. Purohit. Spiraea darjeelingensis ingår i släktet spireor, och familjen rosväxter. Inga underarter finns listade i Catalogue of Life.